# Юраш, Святослав Андреевич
Святослав Андреевич Юраш (укр. Святослав Андрійович Юраш; род. 16 февраля 1996 года, Львов) — украинский политик и общественный деятель. Активный участник Революции Достоинства. Народный депутат Украины IX созыва от партии «Слуга народа». Инициатор и глава крупнейшего в истории Украины  межфракционного объединения «Ценности. Достоинство. Семья», инициатор и секретарь второго крупнейшего в истории Украины межфракционного объединения «Intermarium». Член Комитета Верховной Рады по вопросам внешней политики и межпарламентского сотрудничества, председатель подкомитета по вопросам связей и защиты прав и интересов украинцев за рубежом.

## Биография
Родился 16 февраля 1996 во Львове в семье религиоведа и политолога Андрея Юраша и кинопродюсера и бизнесвумен Дианы Юраш.
Начал школьное образование в школе-гимназии святой Софии. Закончил обучение в гимназии международных отношений им. В. Стуса. Поступил в Варшавский университет на англоязычную часть факультета международных отношений. Проучившись некоторое время в Польше, Юраш продолжил обучение в Индии и поступил в Калькуттский университет на аналогичный факультет. Прервал обучение в связи с началом событий на Евромайдане.
Вернулся в Украину в декабре 2013 года и основал международный центр Евромайдана, где инициировал Euromaidan PR, который сыграл важную роль в информационной кампании протестующих и благодаря которому голоса с баррикад зазвучали на семи языках на разных медиа-платформах. За участие в событиях Революции Достоинства получил орден Орден «За заслуги» III степени из рук Петра Порошенко.
С 2014 по 2019 год был местным продюсером Fox News на Украине. Первые 6 месяцев Вооружённый конфликт на востоке Украины работал с Fox News на оккупированной части Донбасса, освещая преступления российских наемников и пророссийских сепаратистов и выдавая себя за польского продюсера. После возвращения с войны сотрудничал с международными организациями, государственными, общественными, медийными и бизнес структурами.
С 2014 года был представителем и занимал должность заместителя директора Всемирного Конгресса Украинцев в Киеве.
С 2014 по 2019 год был секретарем и председателем коммуникаций творческого объединения Вавилон’13.
С 2015 по 2019 год был секретарем Общественного Совета при Парламентском комитете по иностранным делам.
В 2015 году основал «Дом Свободных Людей».
В 2015 году возглавил наблюдательный совет организации «Новый Донбасс».
С 2015 по 2016 годы работал координатором коммуникаций в Western NIS Enterprise Fund.
В 2017—2019 годах взаимодействовал как местный продюсер с BBC.
В 2017—2018 годах сотрудничал с агроконсалтинговой компанией Black Earth Innovations.
В 2019 году основал и возглавил объединение выпускников американских программ и университетов USAlums.
Член партии «Слуга народа».

## Политическая деятельность
В 2019 году был избран народным депутатом по партийному списку от партии «Слуга народа» и стал самым молодым в созыве народным депутатом Украины.
Выполняет обязанности:
- председателя Постоянной делегации в Парламентской ассамблее ГУАМ.
- руководителя группы по межпарламентским связям с Ирландией.
- руководителя группы по межпарламентским связям с Федеративной Республикой Бразилия.
- руководителя группы по межпарламентским связям с Республикой Индия.
- руководителя группы по межпарламентским связям с Федеративной Демократической Республикой Эфиопия.
- заместителя руководителя группы дружбы с Израилем.
- заместителя руководителя группы дружбы с Японией.
- заместителя руководителя группы дружбы с Румынией.
- секретаря группы дружбы с США.
- заместителя члена делегации Euronest.

С 17 октября 2019 — член временной следственной комиссии ВРУ по вопросам расследования сведений по соблюдению требований законодательства при смене владельцев информационных телеканалов и обеспечения противодействия информационному воздействию Российской Федерации.
17-го января 2020 инициировал и стал сопредседателем крупнейшего в истории Украины межфракционного объединения «Ценности. Достоинство. Семья». Более 300 депутатов из всех фракций и групп в парламенте присоединились к этому МФО. Целью является защита вечных ценностей украинского общества и противодействие попыткам уничтожить фундаментальное естественное право во имя политической моды; подготовка и принятие законов, которые будут способствовать укреплению семейных ценностей, принципов достойного общества и воспитанию детей и молодежи на основе семейных ценностей; а также популяризация и донесение широкого спектра мировой консервативной мысли к украинскому интеллектуальному сообществу.
Является инициатором и секретарем «Intermarium», второго крупнейшего в истории межфракционного депутатского объединения. Целью является присоединение Украины к проекту объединения стран широкого центрального и восточного европейского региона Intermarium и работу над политико-экономическим, ценностно-культурным и военно-оборонительным объединением.
С 19 мая 2021 — член временной следственной комиссии ВРУ по вопросам расследования возможных противоправных действий представителей органов государственной власти и других лиц, которые могли способствовать нарушению государственного суверенитета, территориальной целостности и неприкосновенности Украины и представлять угрозу национальной безопасности Украины.

## Семья
- Отец — Андрей Васильевич Юраш (род. 1969), украинский религиовед, политолог, бывший директор департамента по делам религии и национальностей Министерства культуры Украины[22].
- Мать — Диана Юраш, кинопродюсер, продюсер украинской фолк-группы DZIDZIO, член Украинской Киноакадемии.
- Жена — София Юраш[23], частный предприниматель. 
  - Лев (род. 2019) — сын, крещён 1 сентября 2020 года патриархом Константинопольским Варфоломеем в Стамбуле[24].

## Награды
- Орден «За заслуги» III степени (20 февраля 2019 года)[25].